# 2070
2070 — 2070 рік нашої ери, 70 рік 3 тисячоліття, 70 рік XXI століття, 10 рік 7-го десятиліття XXI століття, 1 рік 2070-х років.

## Очікувані події
- У лютому повідомлення METI, назване Teen Age Message, відправлене з 70-метрової радіоантени П-2500 (РТ-70) на 3-му майданчику НЦУВКЗ Євпаторія, досягне зірки HD 197076.